# Johnny Borrell
Jonathan Edward Borrell (Muswell Hill, 4 aprile 1980) è un cantante e chitarrista britannico.
Johnny è il frontman del gruppo Indie rock anglo-svedese Razorlight.